# Pere Perelló
Pere Perelló Nomdedéu (Palma de Mallorca, 1974) es un escritor y poeta español.

## Biografía
Perelló es licenciado en Filosofía. A los siete años descubrió una antología de Miguel Costa y Llobera, hecho que marcó profundamente su vocación poética. Más adelante, autores como Bartomeu Rosselló-Pòrcel, William Blake o Friedrich Hölderlin resultaron clave en su evolución artística. Ha escrito sobre cultura, libros y política en publicaciones como Espira, Caràcters, Tribuna Mallorca, 40putes o ARA Balears. También coedita, con Alícia Beltran, la antología de jóvenes mujeres poetas Segle 21: Vint-i-una i una poetes...

## Obra[3]
- 1998: Requiescat in Pace (con Carles Rebassa, Capaltard)
- 2004: La Llei (Editorial Moll)
- 2007: Els (in)continents eufòrics (con Jaume C. Pons  Alorda i Emili Sànchez-Rubio, Jújube)
- 2009: Hypnes (El Tall Editorial)
- 2010: Poltre(s) (Premio Ciutat de Palma, Editorial Moll)
- 2012: Anatema (Documenta Balear)
- 2016: Cants llebrers (AdiA Edicions)
- 2018: Au ca, arruix! (Premio Carles Hac Mor, Editorial Fonoll)[4]